# Pseudoscilla decorata
Pseudoscilla decorata är en snäckart som först beskrevs av de Folin 1873.  Pseudoscilla decorata ingår i släktet Pseudoscilla och familjen Pyramidellidae. Inga underarter finns listade i Catalogue of Life.